# Curtonotidae
Curtonotidae Enderlein, 1914, è una piccola famiglia di insetti dell'ordine dei Ditteri (Brachycera: Cyclorrhapha: Acalyptratae), prevalentemente distribuita nelle regioni tropicali.
Le larve dei Curtonotidae sembrerebbero associate alle cavallette in rapporti di antagonismo non del tutto chiariti. Si tratterebbe perciò di insetti potenzialmente utili, per quanto la loro rarità faccia pensare che il ruolo ricoperto nell'ecologia di questi ortotteri dannosi sia di rilevanza secondaria, se non del tutto marginale.

## Descrizione

### Adulto
Gli adulti hanno corpo di dimensioni variabili da 3 a 11 mm. Le maggiori dimensioni, dell'ordine di un centimetro, rappresentano un carattere inconsueto fra gli Ephydroidea, che in generale comprendono specie di piccole dimensioni. Il tegumento è rivestito da una diffusa pubescenza in quasi tutto il corpo, fra cui si evidenziano le setole lunghe e robuste del capo e dell'addome. La livrea è di colore grigio chiara o giallastra.
Il capo presenta, sulla fronte, due caratteristiche strisce simmetriche, di aspetto pruinoso, che partono dal vertice, in corrispondenza delle setole verticali interne, e convergono sulla lunula. Il triangolo ocellare è ben evidente e compreso fra le due suddette strisce. La chetotassi è caratterizzata da setole lunghe e robuste. Le setole fronto-orbitali rappresentano l'elemento morfologico più rilevante dal punto di vista tassonomico, in quanto, pur trattandosi di setole orbitali, sono posizionate sulle strisce pruinose e, quindi, distanziate dal margine degli occhi. È presente un solo paio di setole fronto-orbitali, lunghe e reclinate; in Curtonotum è presente anche un secondo paio anteriore di setole più brevi, proclinate, e un paio di brevissime setole reclinate intermedie fra i due tipi precedenti. La presenza di tre paia di setole così conformate ricorda la chetotassi dei Camillidae, che presentano però le setole orbitali strettamente ravvicinate al margine degli occhi. Nella regione postfrontale sono presenti due lunghe setole ocellari, le due paia di setole verticali, anch'esse ben sviluppate, e, infine, un paio di setole postocellari incrociate e di moderato sviluppo. Dietro l'occhio composto è presente una fila di brevi setole postoculari. Nella parte inferiore del capo sono evidenti due robuste setole facciali, simili a vibrisse, una serie di setole lungo il peristoma (setole sottovibrissali e genuali e, infine, alcune setole postgenuali. Le antenne sono relativamente brevi e di tipo aristato, indirizzate verso il basso. Lo scapo è ridotto, il pedicello è moderatamente sviluppato e il primo flagello è di forma oblunga. Un carattere condiviso con altri Ephydroidea è la presenza di un lungo processo dorsale, nel primo flagellomero, che si incunea profondamente nel pedicello. L'arista è bipettinata, percorsa da due file di setole rade, una dorsale e una ventrale; le setole della serie dorsale sono più lunghe delle altre. L'apparato boccale è ben sviluppato in lunghezza.

Nervatura alare nel genere Curtonotum.
Fratture costali: hb: frattura omerale; sb: frattura subcostale.
Nervature longitudinali: C: costa; Sc: subcosta; R: radio; M: media; Cu: cubito; A: anale.
Nervature trasversali: h: omerale; r-m: radio-mediale; dm-cu: medio-cubitale discale.
Cellule: br: 1ª basale; bm+dm: 2ª basale fusa con la discale; cup: cellula cup.

Il torace è fortemente convesso e presenta una chetotassi composta da setole particolarmente sviluppate. Sullo scuto sono presenti due paia di setole dorsocentrali e un paio di setole acrosticali prescutellari. Nello scutello sono presenti due o più paia di setole scutellari. Lungo i margini dello scuto, su ciascun lato, sono presenti 2-3 setole omerali, 2 notopleurali, 2 sopralari (una presuturale, l'altra, molto lunga, postsuturale), 2 postalari. Sulle pleure sono presenti una setola sottile nel proepisterno, due o più nel mesoepisterno dorsale e una o due nel mesoepisterno ventrale. Le zampe sono lunghe ma robuste e presentano una diffusa pubescenza. Fra gli annessi tricoidei particolari emergono 1-3 setole sulle coxe e una o più setole dorso-apicali su tutte le tibie.
Le ali sono relativamente ampie, con lobo anale poco pronunciato e alula ridotta. La costa si estende fino alla terminazione della media, ma si presenta piuttosto debole nel tratto terminale compreso fra R4+5 e M1; presenta sia la frattura omerale sia la frattura subcostale. La subcosta è completa e distinta dal ramo anteriore della radio. La radio si divide in tre rami, con ramo anteriore breve, la media è indivisa e la cubito divisa in due rami. Le quattro vene longitudinali, R2+3, R4+5, M1 e CuA1 non hanno particolari conformazioni rispetto alla generalità degli Acaliptrati, ma sono progressivamente divergenti. Il ramo CuA2 è breve e trasversale e confluisce sull'anale. La vena A1+CuA2 è molto breve, ma si prolunga in una piega sclerificata della membrana. Delle nervature trasversali sono presenti la radio-mediale e la medio-cubitale discale, quest'ultima prossima al margine posteriore; manca invece la medio-cubitale discale. Conseguenti a questa conformazione sono la presenza di una cellula piuttosto lungo derivata dalla fusione della seconda basale con la discale e la presenza di una cellula cup chiusa ma piccola.
L'addome è subcilindrico e leggermente affusolato posteriormente, composto da cinque uriti apparenti e provvisto di setole più o meno robuste e maculature sparse. I maschi hanno il quinto tergite ben sviluppato e gli uriti terminali ridotti e complessi, nascosti sotto questi ultimi. Le femmine hanno gli uriti dal sesto all'ottavo trasformati in un breve ovopositore di sostituzione.

### Stadi giovanili
Le uova non sono note, mentre delle larve si dispone solo dell'accurata descrizione, prodotta da Greathead (1958), di una specie africana di Curtonotum. Inizialmente identificata come larva di Curtonotum cuthbertsoni, in seguito ne è stata attribuita da Tsacas la probabile appartenenza alla specie Curtonotum saheliense. A maturità è lunga 4-6 mm, ha una forma cilindrica e mostra una segmentazione ben evidente. Il tegumento è liscio, ma in corrispondenza dei margini dei segmenti sono presenti aree ambulacrali composte da file di spinule. La parte posteriore presenta un anello di processi carnosi brevi e di forma conica.
Il pupario è sottile, di colore bruno-giallastro.

## Biologia
Le conoscenze sulla biologia di questa famiglia sono frammentarie e limitate a segnalazioni in merito all'habitat e al probabile substrato trofico. Gli indizi fanno ipotizzare una relazione trofica, non del tutto chiara, degli stadi giovanili con le ovature di Ortotteri Celiferi, su cui si svilupperebbero come parassitoidi o predatori oofagi: le larve di Curtonotum descritte da Greathead furono ritrovate su uova in decomposizione della locusta del deserto (Schistocerca gregaria); in laboratorio fu osservato lo sfarfallamento di un adulto di Curtonotum helvum da un'ovatura di Melanoplus e adulti di Curtonotum anus sono stati ritrovati, in Ungheria, in aree sabbiose frequentate da cavallette.
Gli adulti sono spesso trovati sugli escrementi. In particolare, in letteratura è sottolineato il ritrovamento di adulti di Cyrtona albomacula su feci umane in Zimbabwe, al secolo, Rhodesia Meridionale.

## Sistematica e filogenesi
I Curtonotidae hanno avuto collocazione, in passato, in varie famiglie di Acalyptratae, fra cui gli Heleomyzidae e gli Opomyzidae, oltre alle famiglie propriamente inserite fra gli Ephydroidea (Drosophilidae, Diastatidae, Ephydridae). La prima identificazione in un taxon di rango superiore a quello di genere si deve a Enderlein (1914, 1917), che definì la sottofamiglia Cyrtonotinae posizionandola negli Ephydridae. Altri Autori, successivamente, collocarono questa sottofamiglia nei Drosophilidae o, in altri casi, nei Diastatidae. Duda (1934), infine, elevò questo gruppo al rango di famiglia.
L'identità come famiglia autonoma è stata seguita più recentemente anche nelle proposte di riordino tassonomico su base filogenetica e in generale si concorda con la relazione più o meno stretta con i Drosophilidae, con la collocazione dei Curtonotidae nella superfamiglia Ephydroidea, generalmente denominata, in passato, Drosophiloidea.
La posizione nell'albero filogenetico degli Ephydroidea è controversa: McAlpine (1989) inquadrava i Curtonotidae come clade primitivo rispetto al resto degli Ephydroidea, mentre Grimaldi (1990) li inquadrava in stretta relazione con i Drosophilidae, in rapporto al resto degli Ephydroidea:
|  | \| \| Diastatidae+Ephydridae \| \| \| \| \| \| Drosophilidae+Camillidae \| \| \| \| |
|  |                                                                                     |
|  | Curtonotidae                                                                        |
|  |                                                                                     |
|  | Diastatidae+Ephydridae                                                              |
|  |                                                                                     |
|  | Drosophilidae+Camillidae                                                            |
|  |                                                                                     |

|  | Diastatidae+Ephydridae   |
|  |                          |
|  | Drosophilidae+Camillidae |
|  |                          |

|  | \| \| Diastatidae+Ephydridae \| \| \| \| \| \| Drosophilidae+Camillidae \| \| \| \| |
|  |                                                                                     |
|  | Curtonotidae                                                                        |
|  |                                                                                     |
|  | Diastatidae+Ephydridae                                                              |
|  |                                                                                     |
|  | Drosophilidae+Camillidae                                                            |
|  |                                                                                     |

|  | Diastatidae+Ephydridae   |
|  |                          |
|  | Drosophilidae+Camillidae |
|  |                          |

|  | Ephydridae+Camillidae |
|  |                       |
|  | Diastatidae           |
|  |                       |

|  | Drosophilidae |
|  |               |
|  | Curtonotidae  |
|  |               |

|  | Ephydridae+Camillidae |
|  |                       |
|  | Diastatidae           |
|  |                       |

|  | Drosophilidae |
|  |               |
|  | Curtonotidae  |
|  |               |

|  | Ephydridae+Camillidae |
|  |                       |
|  | Diastatidae           |
|  |                       |

|  | Drosophilidae |
|  |               |
|  | Curtonotidae  |
|  |               |

|  | Ephydridae+Camillidae |
|  |                       |
|  | Diastatidae           |
|  |                       |

|  | Drosophilidae |
|  |               |
|  | Curtonotidae  |
|  |               |

La famiglia si suddivide in tre generi, comprendenti circa 60 specie viventi, di cui la maggior parte appartenenti al genere Curtonotum:
- Axinota Wulp, 1886 (= Anaseiomyia Malloch, 1930, Apsinota Wulp, 1887, Thaumastophila Hendel, 1914): otto specie.
- Curtonotum Macquart, 1843 (= Diplocentra Loew, 1862, Parapsinota Duda, 1924): 49 specie.
- Cyrtona Séguy, 1938: quattro specie

In Curtonotum è inoltre compresa una specie fossile, Curtonotum gigas Théobald, 1937, ritrovata in Francia, in sedimenti dell'Oligocene.

## Distribuzione
La famiglia è rappresentata in tutte le regioni zoogeografiche della Terra, ma presenta il più alto grado di biodiversità nelle regioni tropicali dell'Africa, dell'America e dell'Asia.
Tutte le specie di Axinota sono presenti nella regione orientale, ma una di queste ha un areale che si estende anche al Paleartico orientale e all'Australasia e un'altra al Paleartico.
Curtonotum è ampiamente distribuito, assente solo nell'Australasia. È maggiormente rappresentato nella regione afrotropicale, con 22 specie, e nella regione neotropicale, con 20 specie. Altre sette specie sono presenti in altre regioni: cinque nella regione orientale, una nel Paleartico e una nel Neartico.
Cyrtona, infine, comprende tre specie afrotropicali e un'altra di ampia distribuzione, presente nel Paleartico, nell'Indomalesia e nell'Australasia.
In Europa è presente solo Curtonotum anus, specie il cui areale si estende anche all'Asia. La sua presenza è segnalata anche in Italia, nel nord e nella penisola.